# Du lịch Hoa Kỳ

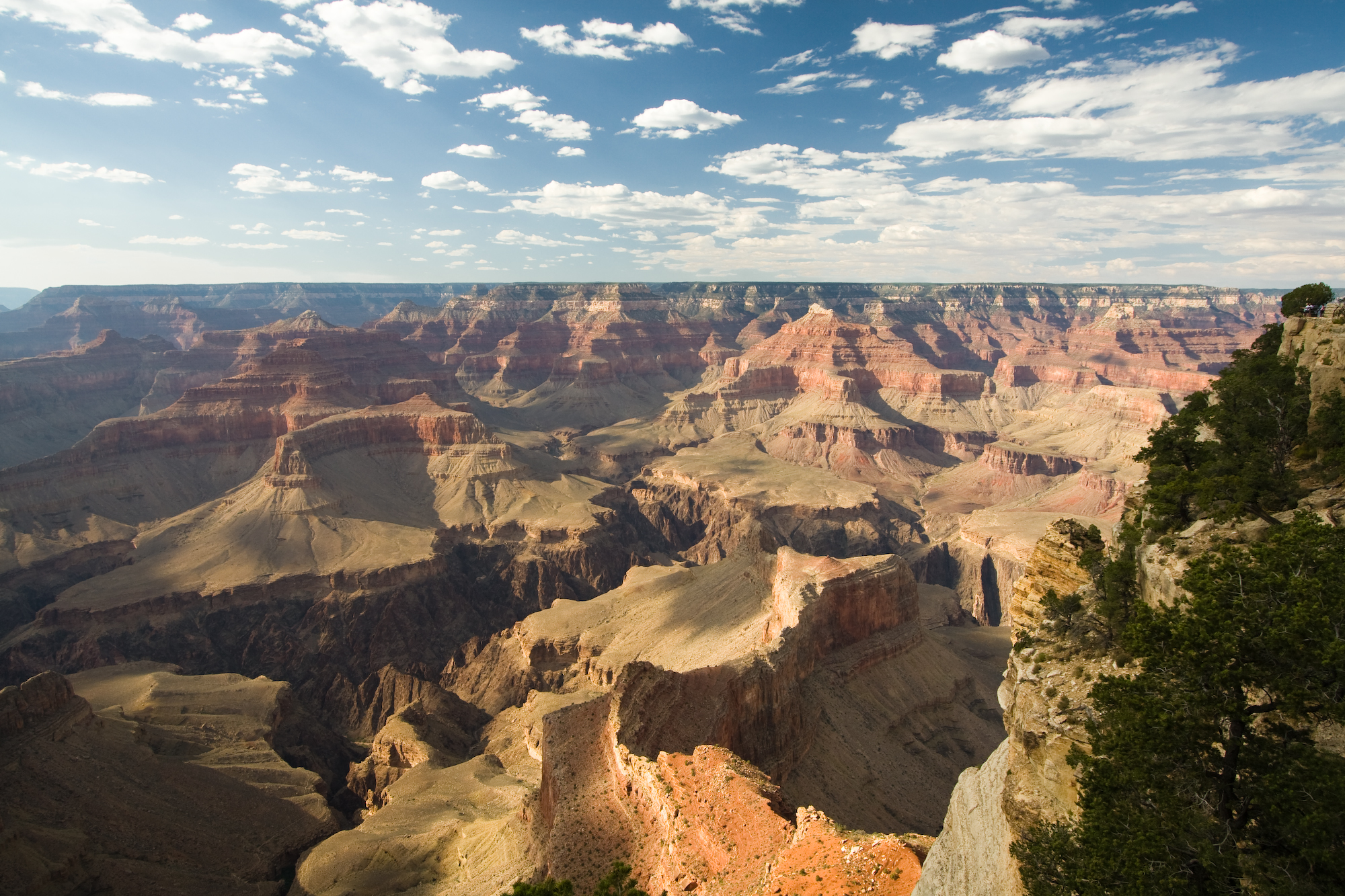
Grand Canyon của Arizona thu hút khoảng 4,41 triệu lượt khách mỗi năm.

Du lịch tại Hoa Kỳ là một ngành lớn phục vụ hàng triệu khách du lịch quốc tế và trong nước hàng năm. Khách du lịch đến Hoa Kỳ để tham quan các kỳ quan thiên nhiên, các thành phố, địa danh lịch sử và các địa điểm vui chơi giải trí. Du khách Mỹ cũng tìm kiếm hấp dẫn tương tự khi đi du lịch trong nước, cũng như các khu vực vui chơi giải trí và nghỉ.
Du lịch tại Hoa Kỳ đã tăng trưởng nhanh chóng dưới các hình thức du lịch đô thị trong thế kỷ cuối 19 và đầu thế kỷ 20. Đến năm 1850, du lịch tại Hoa Kỳ được thành lập như là một hoạt động văn hóa và là một ngành. Thành phố New York, Chicago, Boston, Philadelphia, Washington DC, và San Francisco, tất cả các thành phố lớn của Mỹ, thu hút một số lượng lớn khách du lịch bởi những năm 1890. Đến năm 1915, du lịch thành phố đã đánh dấu sự thay đổi đáng kể trong cách thức người Mỹ nhận thức, tổ chức và di chuyển xung quanh trong môi trường đô thị.
Tiến trình dân chủ hóa lữ hành đã diễn ra trong thế kỷ 20 khi ô tô đã cách mạng hóa ngành du lịch. Tương tự như vậy du lịch bằng đường hàng không đã cách mạng hóa đi lại trong thời kỳ 1945-1969, góp phần rất lớn vào du lịch tại Hoa Kỳ. Đến năm 2007 số lượng khách du lịch quốc tế đã tăng lên hơn 56 triệu người đã tiêu dùng 122,7 tỷ đô la Mỹ, thiết lập một kỷ lục mọi thời đại.
Ngành lữ hành và du lịch tại Hoa Kỳ là một trong những lĩnh vực có số người thương vong thương mại đầu tiên trong vụ khủng bố 11 tháng 9 năm 2001, một loạt các cuộc tấn công khủng bố vào nước Mỹ. Bọn khủng bố đã sử dụng bốn máy bay thương mại làm vũ khí hủy diệt, tất cả đều đã bị phá hủy trong các cuộc tấn công với 3.000 nạn nhân thương vong.
Tại Hoa Kỳ, ngành du lịch là người sử dụng lao động lớn nhất, thứ hai hoặc thứ ba lớn nhất trong 29 tiểu bang, sử dụng 7.300.000 lao động vào năm 2004, để chăm sóc 1,19 tỷ chuyến đi của du khách ở Hoa Kỳ trong năm 2005. Vào năm 2007, có 2.462 Địa điểm nổi bật Lịch sử Quốc gia đăng ký đã được công nhận bởi chính phủ Hoa Kỳ. Tính đến năm 2008, thu hút khách du lịch tham quan nhiều nhất ở Hoa Kỳ là Quảng trường Thời đại ở Manhattan, Thành phố New York hàng năm thu hút khoảng 35 triệu du khách.